# Vincenzo Federici (Komponist)
Vincenzo Federici (* 1764 in Pesaro; † 26. September 1826 in Mailand) war ein italienischer Opernkomponist.

## Leben und Wirken
Federicis Herkommen ist ungeklärt, da der Name seiner Eltern unbekannt ist. Früh zu literarischen und juristischen Studien angeleitet, lernte er gleichzeitig, unter der Leitung von Maestro Angelo Genovese Gadani musikalische Grundlagen, wie das Cembalospiel und Tonsatz.
Verwaist, ging er 1780 mit sechzehn Jahren nach Livorno und wechselte anschließend nach London, wo er Musikunterricht erhielt. Er fuhr fort, die praktische und theoretische musikalische Ausbildung autodidaktisch zu erwerben und befasste sich mit Kompositionen von Giovanni Pierluigi da Palestrina, Jommelli und Händel.
Am Theatre Royal Haymarket (Little Haymarket Theatre) wurde er Cembalist, wo er die Aufführung von Werken italienischer Komponisten wie A. Giuseppe Sarti, Domenico Cimarosa und Giovanni Paisiello ebenso erlebte wie symphonische Werke von Joseph Haydn, von dem er besonders beeindruckt war. Um 1788 kehrte er nach Italien zurück und reiste nach Padua, ließ sich in der Kompositionslehre von Antonio Vallotti unterweisen, einem vom Cremoneser Komponisten Francesco Bianchi empfohlenen Meister, aber der Anlass der Reise war vielleicht im Jahre 1789 die Einstudierung seines Opernerstlings L’olimpiade im Teatro Regio di Torino.
Nach seiner Rückkehr nach London im Jahr 1790 verbrachte er zehn Jahre als Cembalist im kleinen Haymarket Theater. Am 27. Februar 1790 nahm er als Cembalist bei der Darstellung von Le villanelle astute von Bianchi teil.
Lorenzo Da Ponte erwähnt ihn oft im Zusammenhang mit Intrigen, Rechnungen und illegalen Transaktionen. Da Ponte warf ihm darüber hinaus auch vor, am Haymarket die Einstudierung von Don Giovanni, o sia Il convitato di pietra von Giuseppe Gazzaniga anstelle von Mozarts Don Giovanni vorgeschlagen zu haben.
Im Jahr 1802 kehrte er auf Einladung von Francesco Melzi d’Eril, dem Vizepräsidenten der Italienischen Republik, nach Mailand zurück. Im folgenden Jahr gab er sein erfolgreiches Debüt an der Mailänder Scala mit Castore e Polluce, das 1805 für die Krönung von Napoleon wiedereinstudiert wurde. 1805 kehrte Federici nach Turin und 1808 nach Mailand zurück, wo er an dem im Vorjahr gegründeten Conservatorio wirkte.
François-Joseph Fétis berichtet von einer Reise nach Paris im Jahr 1812, während der der Komponist den brillanten Erfolg seiner Locandiera erleben konnte (die Autorschaft Federicis ist allerdings nicht gesichert). 1824 avancierte er zum stellvertretenden Direktor des Mailänder Conservatorio, einer Position, die er bis zu seinem Tod 1826 innehatte.

## Werke

### Opern

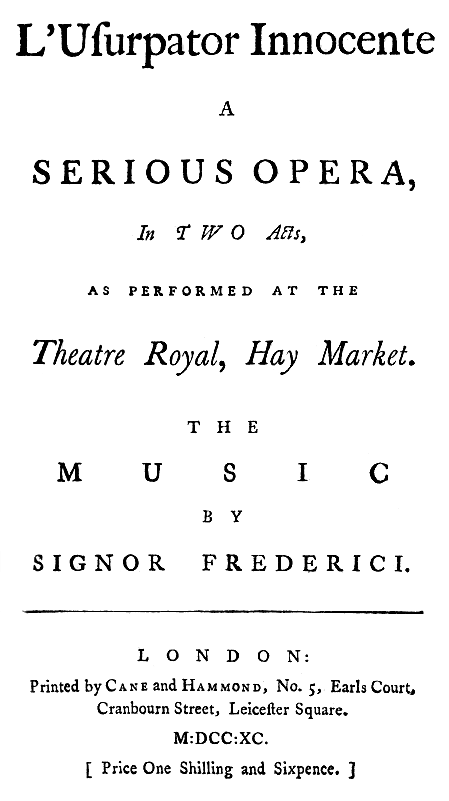
L’usurpator innocente. Titelblatt des Librettos, London 1790

Federici komponierte mindestens acht Opern:
- L’olimpiade, „dramma per musica“ in drei Akten; Libretto: Pietro Metastasio; UA: Turin, Teatro Regio 26. Dezember 1789; auch 1790 in London.[1][2][Digitalisat 1]
- L’usurpatore innocente, „serious opera“ in zwei Akten; Libretto: nach Demofoonte von Pietro Metastasio; UA: London, Theatre Royal Haymarket, 6. April 1790.[3][Digitalisat 2]
- Castore e Polluce, „melodramma serio“ in zwei Akten; Libretto: Luigi Romanelli; UA: Mailand, Teatro alla Scala, Januar 1803; Wiederaufnahme 1805; auch 1806 im Teatro La Fenice in Venedig, 1812 im Teatro Imperiale in Turin, 1819 im Teatro San Carlo in Neapel.[4][Digitalisat 3]
- Oreste in Tauride, „dramma per musica“ in zwei Akten; Libretto: anonym; UA: Mailand, Teatro alla Scala, 27. Januar 1804; auch 1808 im Teatro degli Intrepidi in Florenz.[5][Digitalisat 4]
- Sofonisba, „dramma per musica“ in drei Akten; Libretto: Antonio und Girolamo Francesco Zanetti; UA: Turin, Teatro Imperiale, Karneval 1805.[6][Digitalisat 5]
- Idomeneo, „melodramma serio“ in zwei Akten; Libretto: Luigi Romanelli, Mailand, Teatro alla Scala, 31. Januar 1806; auch 1807 als Il voto di Idomeneo im Teatro degli Accademici Avvalorati in Livorno.[7][Digitalisat 6]
- La conquista delle Indie Orientali, „dramma per musica“ in drei Akten; Libretto: Giandomenico Boggio, Turin, Teatro Imperiale, 8. Februar 1808.[8][Digitalisat 7]
- Ifigenia in Aulide, „melodramma serio“ in zwei Akten; Libretto: Luigi Ronianelli, Mailand, Teatro alla Scala, 28. Januar 1809; auch Frühling 1814 im Teatro civico del Verzaro in Perugia.[9][Digitalisat 8]

Außerdem wirkte er an der Produktion der folgenden Opern mit:
- Pirro, zusammen mit Joseph Haydn; Libretto: anonym; UA: London, 21. Februar 1791.[1]
- Teodolinda, „serious opera“ in drei Akten, zusammen mit A. Sarti, G. Andreazzi und Domenico Cimarosa; Libretto: Giandomenico Boggio; UA: London, King’s Theatre am Haymarket, 19. Mai 1793.[1]
- Odenato and Zenobia, „serious opera“ in zwei Akten, zusammen mit Giuseppe Sarti, Giuseppe Giordani und Angelo Tarchi; Libretto: Teresa Bandettini; UA: London, 11. Juni 1793; auch 1795 in Crema und im Nuovo Teatro Civico del Verzaro in Perugia.[1][10]
- Don Giovanni, Pasticcio in einem Akt, mit Musik auch von Giuseppe Gazzaniga, A. Sarti, Pietro Alessandro Guglielmi und Tänzen von Jean Georges Noverre auf Musik von M. Milliard und Miller; Libretto: Lorenzo Da Ponte und Giovanni Bertati; UA: London, Theatre Royal Haymarket oder King’s Theatre am Haymarket, 1. März 1794.[1]

Einige Autoren schreiben Federici auch eine Opera buffa mit dem Titel La locandiera scaltra zu, die 1812 mit großem Erfolg in Paris uraufgeführt wurde. Fétis und Carlo Gervasoni (Nuova teoria di musica, 1812) erwähnen außerdem Vertonungen von Nitteti (1793) und Didone abbandonata (1794).
Zwei weitere Opern, die früher Vincenco Federici zugeschrieben wurden, stammen offenbar von seinem Zeitgenossen Francesco Federici. Dabei handelt es sich um Virginia (Rom 1798) und Zaira (Mailand 1803).

### Kantaten/Serenaten
- Il giudizio di Numa; Libretto: L. Cerretti; UA: Mailand, Teatro alla Scala, 26. Juni 1803.[1]
- Teseo, „azione drammatica“; Libretto: V. Monti; UA: Mailand, Teatro alla Scala, 3. Juni 1804.[1][11][Digitalisat 9]
- Sule attonite scene; UA: 1. Juni 1805 in Anwesenheit Napoleons.[1]
- Il trionfo della pace, „azione drammatica“; UA: Mailand, Teatro alla Scala, 27. Februar 1806.[12][Digitalisat 10]
- Il mistico omaggio, „cantata“; Libretto: Vincenzo Monti; UA: Mailand, Teatro alla Scala, 15. Mai 1815.[13][Digitalisat 11]

### Sonstige Werke
- Domine salvum fac für Tenor, vier Stimmen und Orchester.[14]
- sechs Sonaten für Cembalo/Klavier und Violine (London, 1786).[14]
- zwei Sinfonias.[14]
- Ballette.[14]

## Digitalisate
1. ↑  Vincenzo Federici: L’olimpiade. Libretto (italienisch), Turin 1789. Digitalisat im Internet Archive.
2. ↑  Vincenzo Federici: L’usurpator innocente. Libretto (italienisch/englisch), London 1790. Digitalisat im Internet Archive.
3. ↑  Vincenzo Federici: Castore e Polluce. Libretto (italienisch), Mailand 1803. Digitalisat im Internet Archive.
4. ↑  Vincenzo Federici: Oreste in Tauride. Libretto (italienisch), Mailand 1814. Digitalisat im Internet Archive.
5. ↑  Vincenzo Federici: Sofonisba. Libretto (italienisch), Turin 1805. Digitalisat bei Google Books.
6. ↑  Vincenzo Federici: Idomeneo. Libretto (italienisch), Mailand 1805. Digitalisat im Internet Archive.
7. ↑  Vincenzo Federici: La conquista delle Indie Orientali. Libretto (italienisch), Turin 1808. Digitalisat im Museo internazionale e biblioteca della musica di Bologna.
8. ↑  Vincenzo Federici: Ifigenia in Aulide. Libretto (italienisch), Mailand 1809. Digitalisat im Internet Archive.
9. ↑  Vincenzo Federici: Teseo. Libretto (italienisch), Mailand 1804. Digitalisat im Internet Archive.
10. ↑  Vincenzo Federici: Il trionfo della pace. Libretto (italienisch), Mailand 1806. Digitalisat im Internet Archive.
11. ↑  Vincenzo Federici: Il mistico omaggio. Libretto (italienisch), Mailand 1815. Digitalisat bei Google Books.